# Evan Seinfeld
Evan Seinfeld (ur. 29 grudnia 1967 w Brooklynie) – amerykański muzyk, gitarzysta, wokalista, aktor, a także reżyser, fotograf, scenarzysta i producent filmów pornograficznych. Były główny wokalista, basista i członek założyciel grupy hardcorowej Biohazard. Odchodząc z zespołu w maju 2011 z powodów osobistych, dołączył do zespołu Attika7 jako wokalista. Wystąpił również w filmach pornograficznych pod pseudonimem Spyder Jonez. Jest także byłym mężem aktorki pornograficznej Tery Patrick. Para rozwiodła się 30 września 2009, mimo że pozostali partnerami biznesowymi. W latach 2011–2020 był żonaty z DJ-ką, producentką i byłą aktorką pornograficzną Lupe Fuentes.

## Wczesne lata
Urodził się w nowojorskim Brooklynie, w dzielnicy Nowego Jorku, w rodzinie pochodzenia żydowskiego jako syn Iry i Loisa Seinfeldów. Dorastał w dzielnicy Canarsie na Brooklynie i spędzał wczesne wakacje z rodzicami w Camp Lokanda w Glen Spey koło Lumberland w stanie Nowy Jork.
Jest także dalekim kuzynem komika Jerry’ego Seinfelda.

## Kariera muzyczna

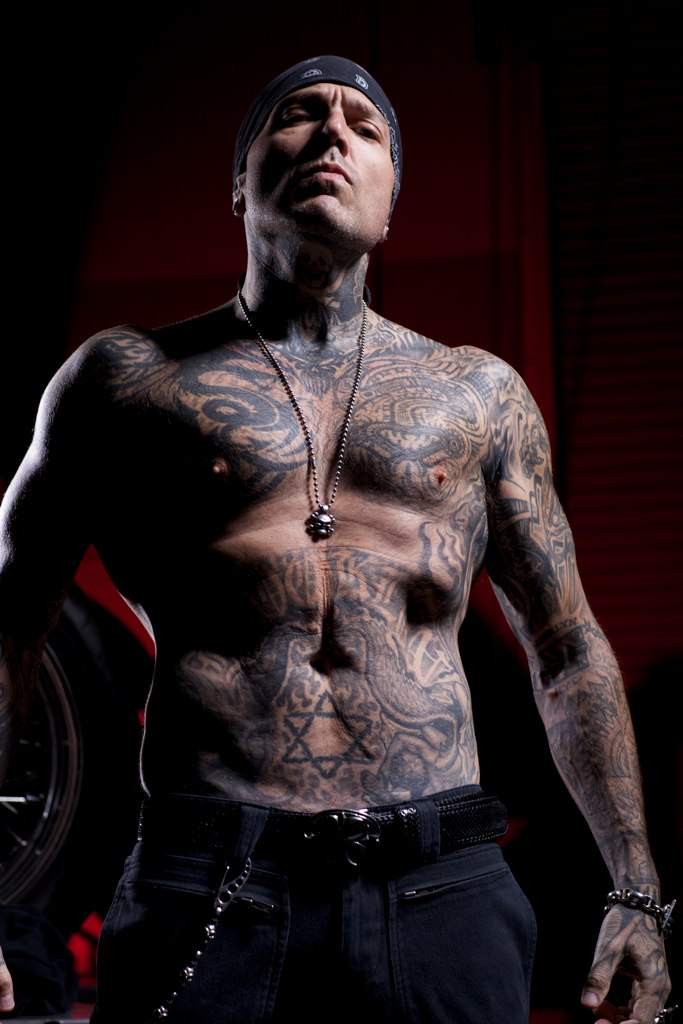
Evan Seinfeld

Na scenie muzycznej stał się znany, gdy w latach 1988-2011 był wokalistą i gitarzystą basowym brooklyńskiej grupy hardcorowej Biohazard. 
W 2006 gościł w reality show Supergroup, emitowanym na antenie stacji telewizyjnej VH1 wraz z uczestnikami tej audycji, muzykami takimi jak Jason Bonham (perkusista), Sebastian Bach (wokalista) i Scott Ian (gitarzysta) i Ted Nugent (gitarzysta), utworzył zespół pod nazwą Damnocracy. W 2010 grupa została rozwiązana nie pozostawiając w dorobku żadnych autorskich nagrań. 
W marcu 2007 Evan Seinfeld zadebiutował ze swoim nowym zespołem The Spyderz podczas otwarcia występu Buckcherry. Zespół miał początkowo nazwę White Line Fever (Gorączka białej linii), dopóki nie odkryto, że brytyjski zespół już posiadał to imię. Gitarzystą formacji The Spyderz był John Monte, dawniej Ministry, The Disparrows i M.O.D., a wokalistą - Daniel Weber. W październiku 2008 Seinfeld na krótko przyłączył się do Tattooed Millionaires jako basista. 
W 2011 dołączył do Attiki7, zespołu z byłymi członkami Walls of Jericho, Static-X, Soulfly i Possessed. Debiutancki album Blood Of My Enemies został wydany 31 lipca 2012.

## Kariera filmowa

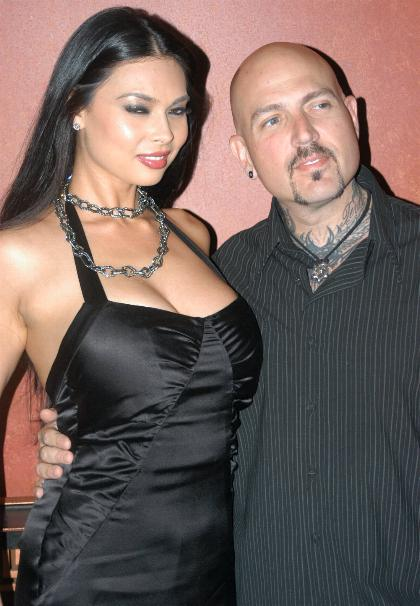
Tera Patrick i Evan Seinfeld (2007)

Trafił na ekran w produkcji Gniewne psy (Angry Dogs, 1997). W 40. odcinkach serialu kryminalnego produkcji HBO Oz (Więzienie Oz, 1998–2003) pojawił się jako Jaz Hoyt. Jego postać była liderem więziennego gangu motocyklistów i sojusznikiem Bractwa Aryjskiego, białej supremacyjnej bandy. W niektórych scenach serialu pokazał swoją całą nagość. W niektórych epizodach w sezonie 6. można było zobaczyć na brzuchu Seinfelda tatuaż Gwiazdy Dawida. Użyczył swojego głosu jako Skinz, bohaterowi gry komputerowej Manhunt (2003). 15 czerwca 2004 gościł w The Howard Stern Show. Można go było dostrzec w filmie dokumentalnym Fuck (F*ck, 2005). 
W 2004 podjął współpracę z Teravision i pod pseudonimem Spyder Jonez rozpoczął karierę w kinie porno, debiutując w produkcji Tera Tera Tera u boku Tery Patrick.
Film dla dorosłych z jego udziałem pt. Broken (2007) ze scenariuszem i w reżyserii Dave’a Navarro otrzymał AVN Award 2008 w kategorii „Najlepsza na najwyższym poziomie i w całości seksualna realizacja”. W pozostałych rolach wystąpili: Audrey Bitoni, Mark Davis, Sasha Grey, Tommy Gunn i Jenna Haze.
Powrócił na ekran w melodramacie Kiss Me Again (2006) z Katheryn Winnick, Darrellem Hammondem, Fredem Armisenem, Elisą Donovan i Jeremym Londonem, Czarodziej Gore (The Wizard of Gore , 2007) z Kipem Pardue, Bijou Phillips, Bradem Dourifem i Crispinem Gloverem oraz serialu Chopper (2011-2012) jako Rodney.
Wystąpił w parodii porno Egzorcysta – Burning Angel Xxxorcist (2006) jako ksiądz, a także pastiszu dramatu biograficznego Gia – Vivid Gia: Portrait of a Pornstar (2010) z Sunny Leone. Film był nominowany do AVN Award w kategorii „Najlepsza parodia - dramat”. W filmie I Love Gina 2 (2010) pojawił się w scenie seksu z Giną Lynn. Z kolei w produkcji Wicked Pictures Speed (2010), uhonorowanej XRCO Award w kategorii „Najlepsza epopeja” i „Najbardziej oburzające dodatki DVD”, wystąpił w scenie z Devon Lee i Shylą Stylez.
We wrześniu 2013 znalazł się na liście 10 popularnych męskich gwiazd porno portalu Crazypundit.com.

## Życie prywatne

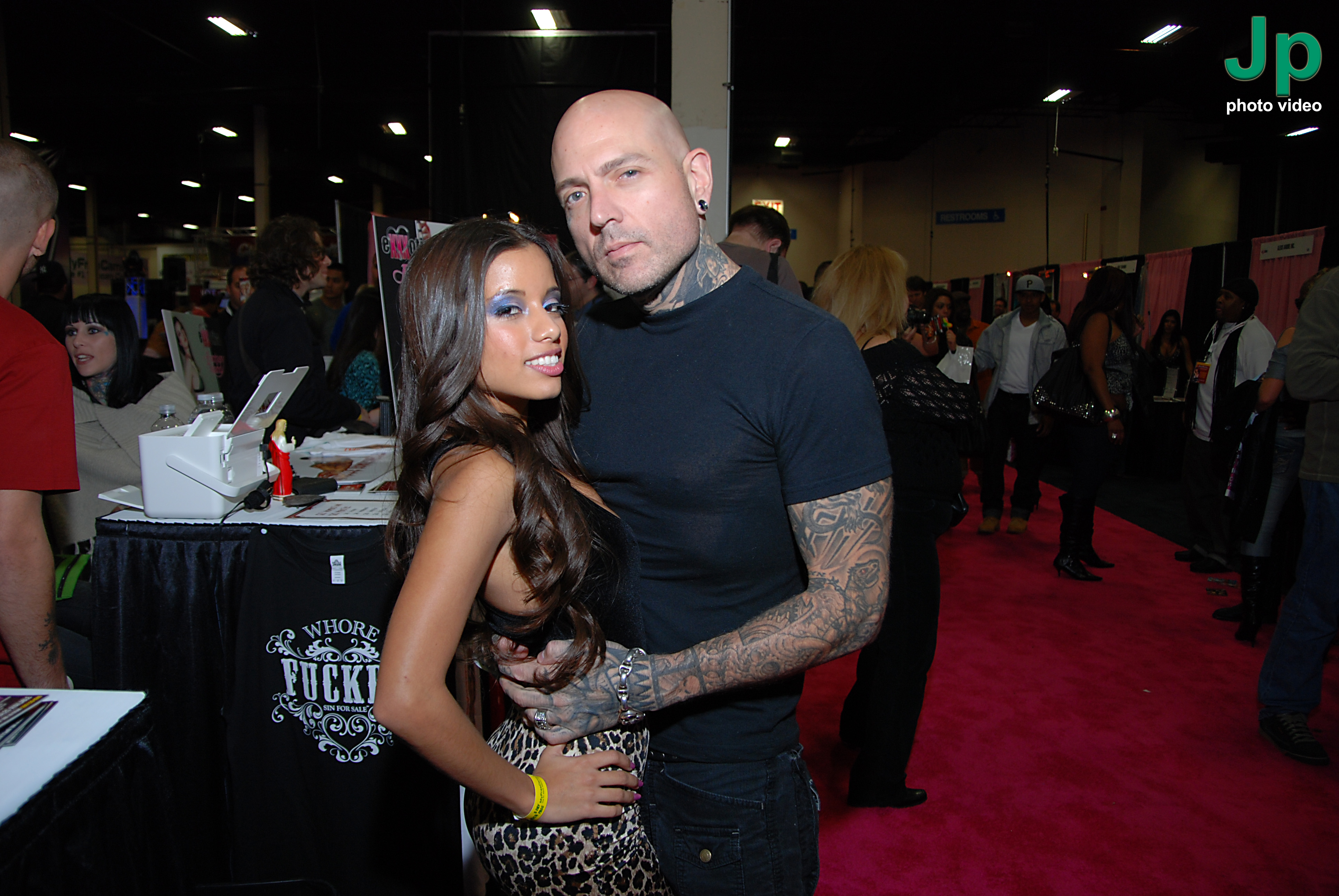
Lupe Fuentes i Evan Seinfeld (2010)

Od listopada 2002 spotykał się z Lindą Ann Hopkins Shapiro, lepiej znaną jako aktorka porno Tera Patrick, z którą 9 stycznia 2004 zawarł związek małżeński. Razem zagrali w filmach: Tera Tera Tera (2004), Reign of Tera 1 (2004), Collision Course (2004), Desperate (2005), Teradise Island 1 (2006), Flawless (2007), Tera Goes Gonzo (2008),  Teradise Island 2 (2008), Reign of Tera 3 (2009) i Sex in Dangerous Places (2009). 30 września 2009 doszło do rozwodu. 
W grudniu 2009 związał się z gwiazdą porno Lupe Fuentes, z którą wystąpił w produkcji Wicked Pictures Lolita (2010). W 2011 zawarli związek małżeński. W 2020 rozwiedli się.

## Nagrody i nominacje
| Rok  | Nagroda    | Kategoria                       | Film                                                             | Inni wykonawcy | Rezultat  |
| ---- | ---------- | ------------------------------- | ---------------------------------------------------------------- | -------------- | --------- |
| 2007 | AVN Award  | Najlepszy aktor – wideo         | Desperate (2005)                                                 | –              | Nominacja |
| 2007 | AVN Award  | Crossoverowy gwiazdor roku      | –                                                                | –              | Nominacja |
| 2008 | XBIZ Award | Crossoverowy gwiazdor roku      | –                                                                | –              | Wygrana   |
| 2008 | AVN Award  | Crossoverowy gwiazdor roku      | –                                                                | –              | Nominacja |
| 2009 | XBIZ Award | ASACP Service Recognition Award | –                                                                | –              | Wygrana   |
| 2010 | AVN Award  | Najlepsza scena seksu pary      | Seks w niebezpiecznych miejscach (Sex in Dangerous Places, 2009) | Tera Patrick   | Nominacja |
| 2011 | AVN Award  | Najlepszy aktor drugoplanowy    | Speed (2010)                                                     | –              | Nominacja |

## Filmografia
| Rok        | Tytuł                                                                      | Rola                 | Reżyser                     |
| ---------- | -------------------------------------------------------------------------- | -------------------- | --------------------------- |
| 1998–2003  | Oz (serial TV)                                                             | Jaz Hoyt             | Tom Fontana (twórca)        |
| 2004       | Porno Valley(serial dokumentalny)                                          | w roli samego siebie | Q. Allan Brocka, Dave Hills |
| 2005       | Fuck (film dokumentalny)                                                   | w roli samego siebie | Steve Anderson              |
| 2006       | Get Thrashed (film dokumentalny)                                           | w roli samego siebie | Rick Ernst                  |
| 2006       | Pocałuj mnie znowu (Kiss Me Again)                                         | Starx                | William Tyler Smith         |
| 2007       | Czarodziej Gore (The Wizard of Gore)                                       | Frank                | Jeremy Kasten               |
| 2008       | Secret Lives of Women (serial dokumentalny)                                | w roli samego siebie | Abbey LeVine                |
| 2009       | Naked Ambition: An R Rated Look at an X Rated Industry (film dokumentalny) | w roli samego siebie | Michael Grecco              |
| 2009       | Porndogs: The Adventures of Sadie                                          | Clyde (głos)         | Greg Blatman                |
| 2011, 2012 | Chopper (serial TV)                                                        | Rodney               | J.C. Christofilis           |
| 2012       | Affairs Across America: The Ashley Madison Story (film dokumentalny)       | w roli samego siebie | Marc Morgenstern            |
| 2017       | The Peach Panther                                                          |                      | Dale Resteghini             |

## Dubbing w grach komputerowych
| Rok  | Tytuł                                    | Rola                                 |
| ---- | ---------------------------------------- | ------------------------------------ |
| 2003 | Manhunt                                  | Skinz                                |
| 2005 | The Warriors                             | Turnbull AC's/Satan's Mother's/Punks |
| 2008 | Grand Theft Auto IV                      | Honkers Club Bouncers                |
| 2009 | Grand Theft Auto IV: The Lost and Damned | Honkers Club Bouncers                |
| 2009 | Grand Theft Auto: The Ballad of Gay Tony | Honkers Club Bouncers                |